# El Monte (Califórnia)
El Monte é uma cidade localizada no estado americano da Califórnia, no Condado de Los Angeles. Foi incorporada em 18 de novembro de 1912.

## Geografia
De acordo com o United States Census Bureau, a cidade tem uma área de 25 km², onde 24,8 km² estão cobertos por terra e 0,2 km² por água.

## Demografia
Segundo o censo nacional de 2010, a sua população é de 113 475 habitantes e sua densidade populacional é de 4 582,94 hab/km². Possui 29 069 residências, que resulta em uma densidade de 1 174,02 residências/km².